# Comuna de Krynice
Krynice (polaco: Gmina Krynice) é uma gmina (comuna) na Polónia, na voivodia de Lublin e no condado de Tomaszowski (lubelski). A sede do condado é a cidade de Krynice.
De acordo com os censos de 2004, a comuna tem 3697 habitantes, com uma densidade 50,2 hab/km².

## Área
Estende-se por uma área de 73,58 km², incluindo:
- área agricola: 84%
- área florestal: 12%

## Demografia
Dados de 30 de Junho 2004:
|                      | Total   | Total | Mulheres | Mulheres | Homens  | Homens |
| -------------------- | ------- | ----- | -------- | -------- | ------- | ------ |
|                      | pessoas | %     | pessoas  | %        | pessoas | %      |
| População            | 3697    | 100   | 1861     | 50,3     | 1836    | 49,7   |
| Densidade (pop./km²) | 50,2    | 100   | 25,3     | 25,3     | 25      | 25     |

De acordo com dados de 2002, o rendimento médio per capita ascendia a 1147,21 zł.

## Comunas vizinhas
- Adamów, Komarów-Osada, Krasnobród, Łabunie, Rachanie, Tarnawatka